# Sōsaku-hanga

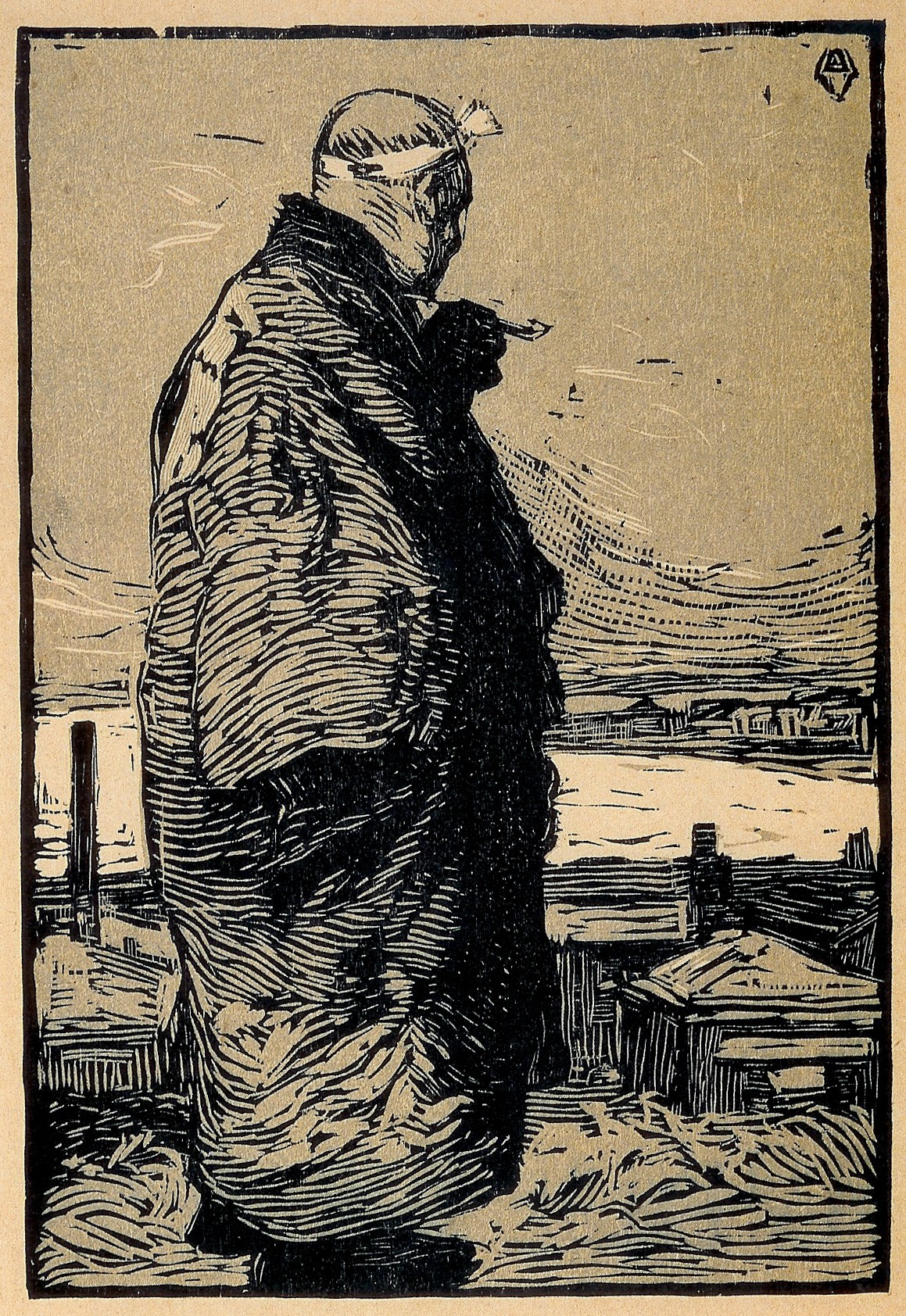
Pêcheur, gravure sur bois, 1904.

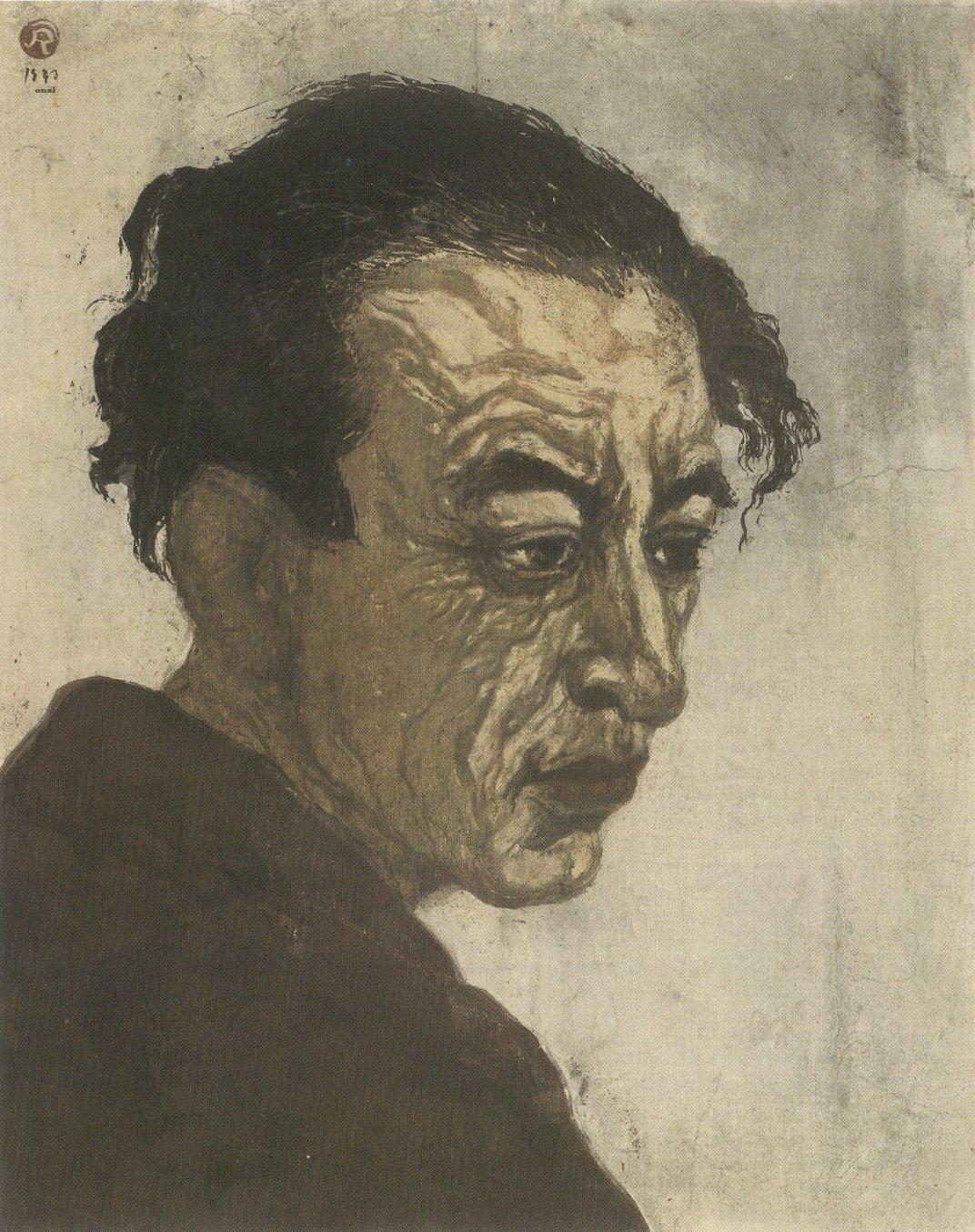
Portrait de Hagiwara Sakutarō par Onchi Kōshirō (1943).

Le sōsaku-hanga (創作版画, littéralement « estampe créative ») est un mouvement artistique japonais né au début du XXe siècle, s'inscrivant dans la mouvance des estampes japonaises ukiyo-e, mais en réaction avec la conception traditionnelle de l'élaboration de ces estampes.

## Description
Le sōsaku-hanga adopte une conception occidentale de l’art : l'estampe ne doit pas être le résultat du travail de plusieurs « artisans » (le dessinateur, le graveur, l'imprimeur), mais l'œuvre d'un « artiste » unique, à la fois peintre, graveur et imprimeur, maîtrisant l'ensemble du processus. Ce mouvement s'oppose donc à l’ukiyo-e traditionnel, où les différentes étapes — le dessin, la gravure, l’impression et la publication — sont séparées et exécutées par des personnes différentes et hautement spécialisées.
Le point de départ du mouvement est la publication en 1904 par le magazine Myōjō d'une estampe réalisée par Kanae Yamamoto (1882-1946) représentant le portrait d'un pêcheur. Yamamoto en a assuré à la fois le dessin, la gravure et l'impression. 
Le mouvement est établi formellement avec la formation de la Société japonaise d’épreuves créatives en 1918 mais connaît cependant un succès commercial moindre que celui du shin-hanga, dont les collectionneurs occidentaux préfèrent l’aspect plus traditionnellement japonais. Produisant essentiellement des estampes faites à partir de gravure sur bois (comme pour l’ukiyo-e traditionnel), le sōsaku-hanga s'intéresse peu à peu et de plus en plus aux procédés occidentaux que sont la lithographie, l'eau-forte, ou la sérigraphie, à partir de la fin des années 1950.
Les années de guerre de 1939 à 1945 ont constitué une période cruciale pour le mouvement sôsaku-hanga avec la création de la société Ichimokukai (Le Premier Jeudi). Ce groupe a été fondé en 1939 par Kôshirô Onchi à Tokyo. Il se réunissait une fois par mois pour discuter des estampes. Les premiers membres furent  Yamaguchi Gen (1896-1976) et Jun'ichiro Sekino (1914-1988). Après la guerre se joindront au groupe plusieurs connaisseurs américains, tels que Ernst Hacker, William Hartnett et Oliver Statler. Ils contribueront à raviver l'intérêt occidental pour les estampes japonaises.

## Artistes représentatifs
- Umetarō Azechi[5]
- Maki Haku
- Un'ichi Hiratsuka[2]
- Tajima Hiroyuki
- Yoshida Hodaka (en)
- Takumi Itow (en)
- Sekino Junichiro[5]
- Koizumi Kishio
- Fumio Kitaoka[2]
- Yasuhide Kobashi (en)
- Masao Maeda (en)
- Toshirō Maeda[4]
- Sempan Maekawa (de)[4]
- Naoko Matsubara (en)[2]
- Yoshitoshi Mori (en)[5]
- Hajime Namiki[6]
- Tetsuya Noda (en)
- Kōshirō Onchi[2]
- Watanabe Sadao (en)
- Kiyoshi Saitō
- Kihei Sasajima
- Takumi Shinagawa[2]
- Tōkō Shinoda
- Tokuriki Tomikichirō[4]
- Kanae Yamamoto[2]
- Gen Yamaguchi[2]
- Yoshida Tōshi[4]